# Sé titular de Tarnovo
A Arquidiocese de Tarnovo (em latim: Archidioecesis Ternobena) é uma sé suprimida e sé titular da Igreja Católica Romana.

## História
Tarnovo, correspondente à atual cidade de Veliko Tărnovo na Bulgária, foi a capital do Segundo Império Búlgaro, que surgiu em 1185.
O Tsar Joanitzes (1197-1207), na sua intenção de estabelecer um patriarcado autocéfalo, algo inicialmente não autorizado pelo patriarca de Constantinopla, voltou-se para Roma e nas negociações que se seguiram prometeu reconhecer a supremacia espiritual do papa. Em 1204 o legado de Inocêncio III, Leão, coroou o rei e ao mesmo tempo, em 25 de fevereiro de 1204 o papa enviou o pálio ao arcebispo Basílio, reconhecido como primaz e arcebispo de toda a Bulgária e Valáquia (em latim: primas totius Bulgariae et Blachiae).
Os bispos búlgaros que assinaram a união com Roma, além de Basílio, foram: os arcebispos Anastácio de Velebusdo e Saba de Preslava; e os bispos Ciríaco de Nis (talvez Niš), Marino de Escópia, Abramo de Pristina, Clemente de Vidim e Biagio de Branitza.
Essa união durou pouco mais de trinta anos. Num sínodo celebrado em Lâmpsaco em 1235, sob a presidência do patriarca] Germano II de Constantinopla e com o consentimento dos outros patriarcas orientais, a Igreja búlgara de Tarnovo foi reconhecida como patriarcal; na mesma assembleia, o bispo Joaquim de Tarnovo foi consagrado patriarca da Bulgária. Assim chegou ao fim a união da Igreja Búlgara com a Santa Sé: de nada adiantou as excomunhões de Roma e a cruzada convocada contra os Búlgaros.[carece de fontes?]
Desde 1933, Tarnovo é contada entre as sés arquiepiscopais titulares da Igreja Católica Romana; o assento está vago desde 26 de junho de 1967.

## Arcebispos titulares
- Joseph-François-Ernest Ricard † (18 de setembro de 1934 - 11 de novembro de 1944)
- Antonio Samorè † (30 de janeiro de 1950 - 26 de junho de 1967)